# Apterostigma manni
Apterostigma manni (лат.) — вид примитивных муравьёв-грибководов (Attini) рода Apterostigma из подсемейства Myrmicinae. Назван в честь американского мирмеколога William M. Mann (1886—1960).

## Распространение
Южная Америка: Боливия, Бразилия, Венесуэла, Колумбия, Перу. Также найден в Панаме и Коста-Рике.

## Описание
Мелкие муравьи желтоватого или светло-коричневого цвета. Глаза почковидные; мезоплевральный киль хорошо развит, пластинчатый; постпетиоль обычно с вентральным пластинчатым продольным килем; IV стернит брюшка с передне-срединным поперечным килем. Усики рабочих и самок 11-члениковые, у самцов состоят из 12 сегментов. Нижнечелюстные щупики 3-члениковые, нижнегубные щупики состоят из двух сегментов (формула щупиков 3,2). Стебелёк между грудкой и брюшком состоит из двух члеников: петиоля и постпетиоля (последний отделён от брюшка), жало развито, куколки голые (без кокона). Петиоль вытянутый, без явного узелка.

## Таксономия
Вид был впервые описан в 1938 году американским мирмекологом Н. Вебером (США).